# Nashe Slovo
Nashe Slovo ("Nuestra Palabra") fue un periódico internacionalista dirigido por Trotski.
Fue publicado, en ruso, en París, de enero de 1914 a septiembre de 1916, en un principio bajo el nombre Golos ("La Voz"), y más tarde como Nache Slovo tras ser prohibido por el ministro de Interior, Louis Malvy. Tras una nueva prohibición, reapareció bajo el nombre Nachalo ("El Comienzo"), poco antes de la revolución de febrero de 1917. Entre sus colaboradores se encontraban Yuli Mártov (que rompió con el periódico en 1915), Manuilski, Lozovski, Uritski, Chicherin y Antónov-Ovséyenko. Nache Slovo se benefició del sostén financiero de Christian Rakovsky. Sus redactores volvieron a Rusia tras el anuncio de la abdicación del zar, uniéndose la mayor parte de ellos al partido bolchevique.
Nache Slovo, publicado en condiciones materiales difíciles, jugó un papel importante en la defensa de las posiciones internacionalistas en el movimiento socialista ruso y europeo. Lenin le reprochó no ir hasta el final con la crítica de la traición de los socialdemócratas reunidos en la política de la unión sagrada, pero reconoce su valor. El grupo de Nache Slovo participó en la organización de la conferencia de Zimmerwald, en 1915.
Por añadidura, el periódico entretejió contactos estrechos con los internacionalistas franceses de La Vie ouvrière de Pierre Monatte y Alfred Rosmer. Este último consagró un capítulo a Nache Slovo en el tomo 1 de su obra El movimiento obrero durante la Primera Guerra Mundial (Le mouvement ouvrier pendant la Première Guerre mondiale) escribiendo sobre la publicación: "Para nosotros, que vimos vivir a Nache Slovo, que sabemos también lo que ha hecho el grupo bolchevique de París, debemos expresar nuestro reconocimiento al grupo de Nache Slovo por la ayuda que aportó al movimiento obrero francés durante la guerra, y constatar lo que ese esfuerzo representa, en cuanto al coraje, a la inteligencia, a la devoción, que no se encuentra en otro lugar en la historia del movimiento obrero."